# Raúl Lara Torrez
Raúl Lara Torrez (Oruro, Bolivia, 17 de diciembre de 1940 - Cochabamba, 22 de agosto de 2011) fue un pintor y muralista boliviano cuyas obras tienen un alto contenido social. Ganó diferentes premios entre ellos el "Bicentenario del nacimiento del libertador Simón Bolívar" y el primer lugar de la II Bienal de Arte INBO.

## Biografía

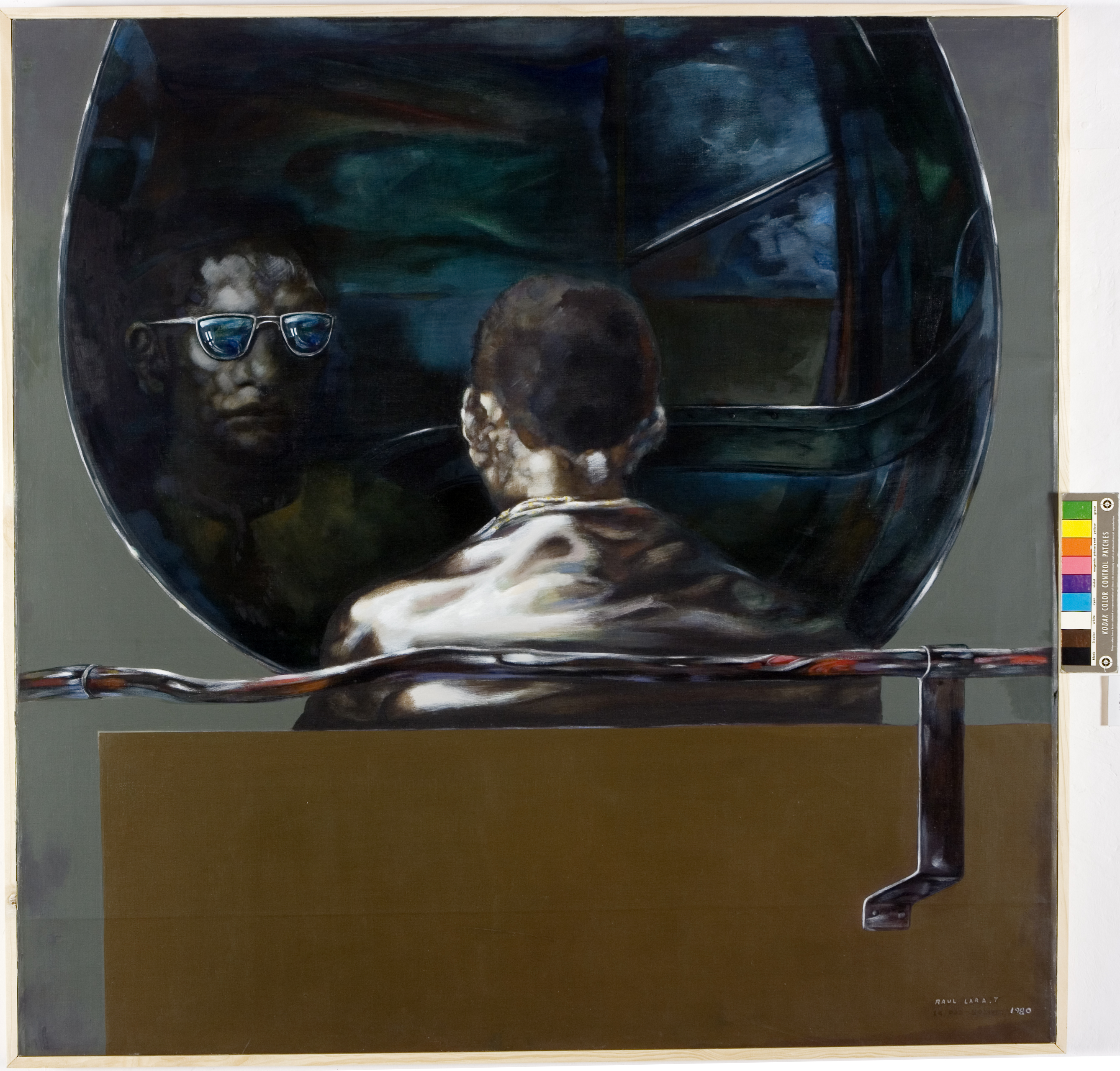
Pintura al óleo del artista boliviano Raúl Lara Torrez (Década del 80)

Raúl Lara Torrez nació el 17 de diciembre de 1940 en el centro minero San José de Oruro. Se inició en las artes a los 11 años dentro del taller de su hermano Gustavo Lara, nueve años mayor que él, quien le prestó unas acuarelas y le dio sus primeras lecciones de pintura, una de las iniciales fue un paisaje. Raúl, siendo un niño le demostró a su hermano su talento inmediatamente. A los 14 años se trasladó al norte argentino donde hizo una exposición con el tema del folclore de Oruro y Jujuy. Gracias a esta muestra el poeta Domingo Zerpa lo invitó a vivir con él en Buenos Aires.
En 1957 estudió en los talleres de la Asociación Estímulo de Bellas Artes de Buenos Aires y en 1959 se integró al polémico Grupo Espartaco. Ganó una beca por el Fondo Nacional de las artes en la escuela superior de Bellas Artes "Ernesto de la Cárcoba" donde se especializó en pintura mural experimentando con diferentes técnicas para después convertirse en profesor en la misma.
Durante la década de 1970 su hermano Jaime Rafael Lara Torrez, fue desaparecido y forma parte de los 30000 que sufrieron este hecho por la dictadura Argentina, lo que obliga a los hermanos Raúl y Gustavo a autoexhiliarse y regresar a Bolivia. 
Raúl Lara Torrez falleció el 22 de agosto de 2011 víctima de una enfermedad, en su hogar en Cochabamba.

## Estilo
El estilo pictórico de Raúl Lara Torrez, pertenece a la escuela del llamado Realismo Mágico, un poco simbólica, entre el sueño y la realidad, las pinturas del maestro Raúl reflejan su propio entorno y cotidianeidad, se inspiraba en la realidad de su país, lo que más impacto al maestro siempre fue el cholo, el mestizo, también lo que maravillo y dio mucha inspiración fue el Carnaval de Oruro, la fiesta del Gran Poder de La Paz y los prestes (fiestas populares en Bolivia y parte de la región andina). De lo anteriormente decir, puede decirse que fue pionero en plasmar con gran plasticidad el retrato mismo del indígena andino, tratamiento que los artistas bolivianos continuaron con gran interés.
Una de las inspiraciones de Lara fue Vincent van Gogh al que le dedicó un sentido homenaje en 2003, por los 150 años del nacimiento del famoso pintor holandés, en una colección titulada "Vincent Van Gogh en Oruro", esposición multimedia, ya que se acompañaron las pinturas, con un video-arte, un libro, que fueron parte de una instalación en la galería "Nota" de La Paz. En esta obra, compuesta por 25 cuadros, plasmó cómo sería la vida de Vincent en Oruro.

## Exposiciones
Realizó numerosas exposiciones individuales. Algunas significativas son las siguientes:
- 1954 Primera exposición individual en la Sala de la Biblioteca Popular de Jujuy, Argentina.
- 1959 Galería de "Nuevo Teatro". Buenos Aires, Argentina.
- 1970 Museo Nacional de Artes. La Paz, Bolivia. Universidad Técnica de Oruro, Bolivia.
- 1980 Galería Fundación Cultural EMUSA. La Paz, Bolivia.
- 1984 "Arte Actual". Santiago de Chile.
- 1985 Museo de Arte Contemporáneo (MAC). Montevideo, Uruguay. Galería "Praxis". Buenos Aires, Argentina.
- 1990 "Centro Wilfredo Lam". La Habana, Cuba.
- 1994 "Arte Actual" Homenaje a Nemesio Antúnez. Santiago de Chile.
- 1994 Galería "Es Art" La Paz, Bolivia. Entre otras.

También realizó exposiciones colectivas, como las siguientes:
- 1955 Salón Nacional de Estudiantes de Arte "Eva Perón". Buenos Aires, Argentina.
- 1960 Con el "Grupo Espartaco", Galería Van Riel, "Velázquez", "Witcom" Buenos Aires, Argentina.
- 1964 Museo Municipal "Eduardo Sivori", Salón Municipal "Manuel Belgrano". Buenos Aires, Argentina.
- 1965 "Exposición homenaje de los pintores Argentinos a Vietnam", galería Van Riel. Argentina.
- 1970 Galería Rubinstein, con "Grupo Jujuy", Mar del Plata, Salta, Rosario, Jujuy - Argentina.
- 1971 Salón Provincial "Antonio Fernández Otero". Jujuy, Argentina.
- 1972 Salón Noroeste Argentino. Jujuy, Argentina.

## Premios
| Año  | Premio |  |
| ---- | --- |  |
| 1955 | Premio Salón Nacional de Estudiantes de Arte "Eva Perón". |  |
| 1961 | Beca del Fondo Nacional de las artes de pintores de provincias a Buenos Aires. |  |
| 1964 | Tercer Premio Salón Municipal "Eduardo Sivori". |  |
| 1971 | Primer Premio Salón Provincial "Antonio Fernández Otoro". |  |
| 1972 | Primer Premio Salón Provincial "Jorge A. Necco". |  |
| 1974 | Primer Premio XVIII Salón Nacional de Tucumán. Premio Nacional para artistas Argentinos, representando a la Provincia de Jujuy. Primer Premio VII Salón Rotativo de Artes del Noroeste Argentino.                                              |  |
| 1977 | Primer Premio, Segunda Bienal de Arte INBO. Pintores Contemporáneos de Bolivia, La Paz. Primer Premio Salón Nacional de Cochabamba, Bolivia.                                                                                                   |  |
| 1981 | Premio Dinners Club en la IV Bienal de Dibujo y Grabado, Maldonado, Uruguay |  |
| 1983 | Primer Premio: Por unanimidad en el Concurso Internacional Iberoamericano de Pintura. "Bicentenario del Nacimiento del Libertador Simón Bolívar" Corpondes, Mérida, Venezuela. (el Premio más importante de la Pintura Boliviana del Siglo XX) |  |
| 1985 | La Asociación de Críticos de Arte de Montevideo, Uruguay. |  |
| 1999 | La Institución Cultura Pro-Arte le otorga la distinción al Mérito Artístico, La Paz. El Honorable Consejo municipal de Oruro le declara "Hijo Predilecto de su Ciudad" El Sr. Prefecto de la ciudad de Oruro le declara "Ciudadano Ilustre".   |  |
| 2001 | Representa a Bolivia en la "Cuadragésima Novena Bienal", Venecia-Italia. |  |
| 2002 | La Prefectura del Departamento de Cochabamba le confiere la condecoración Departamental "Honor al Mérito" |  |